# Apodolirion amyanum
Apodolirion amyanum är en amaryllisväxtart som beskrevs av D.Müll.-doblies. Apodolirion amyanum ingår i släktet Apodolirion och familjen amaryllisväxter. Inga underarter finns listade i Catalogue of Life.